# Котеаска (Арђеш)
Котеаска (рум. Coteasca) насеље је у Румунији у округу Арђеш у општини Владешти. Oпштина се налази на надморској висини од 412 m.

## Становништво
Према подацима из 2002. године у насељу је живело 268 становника, од којих су сви румунске националности.